# Cole Bay
Cole Bay (Nederlands: Koolbaai) is een dorp op Sint Maarten. Het is qua inwonersaantal de derde nederzetting van het land. De naam is afgeleid van de groente kool. Het bevindt zich aan de Simpsonbaailagune tegen de Franse grens.
Cole Bay was oorspronkelijk een woonwijk en bedrijventerrein. De aanleg van een brug tussen  Simpson Bay en Cole Bay over de lagune heeft geresulteerd in de ontwikkeling van het gebied tot toeristisch centrum, en de bouw van jachthavens en hotels.
Port de Plaisance is een toeristisch resort met hotel, casino, en een privéjachthaven op een eiland.

## Galerij

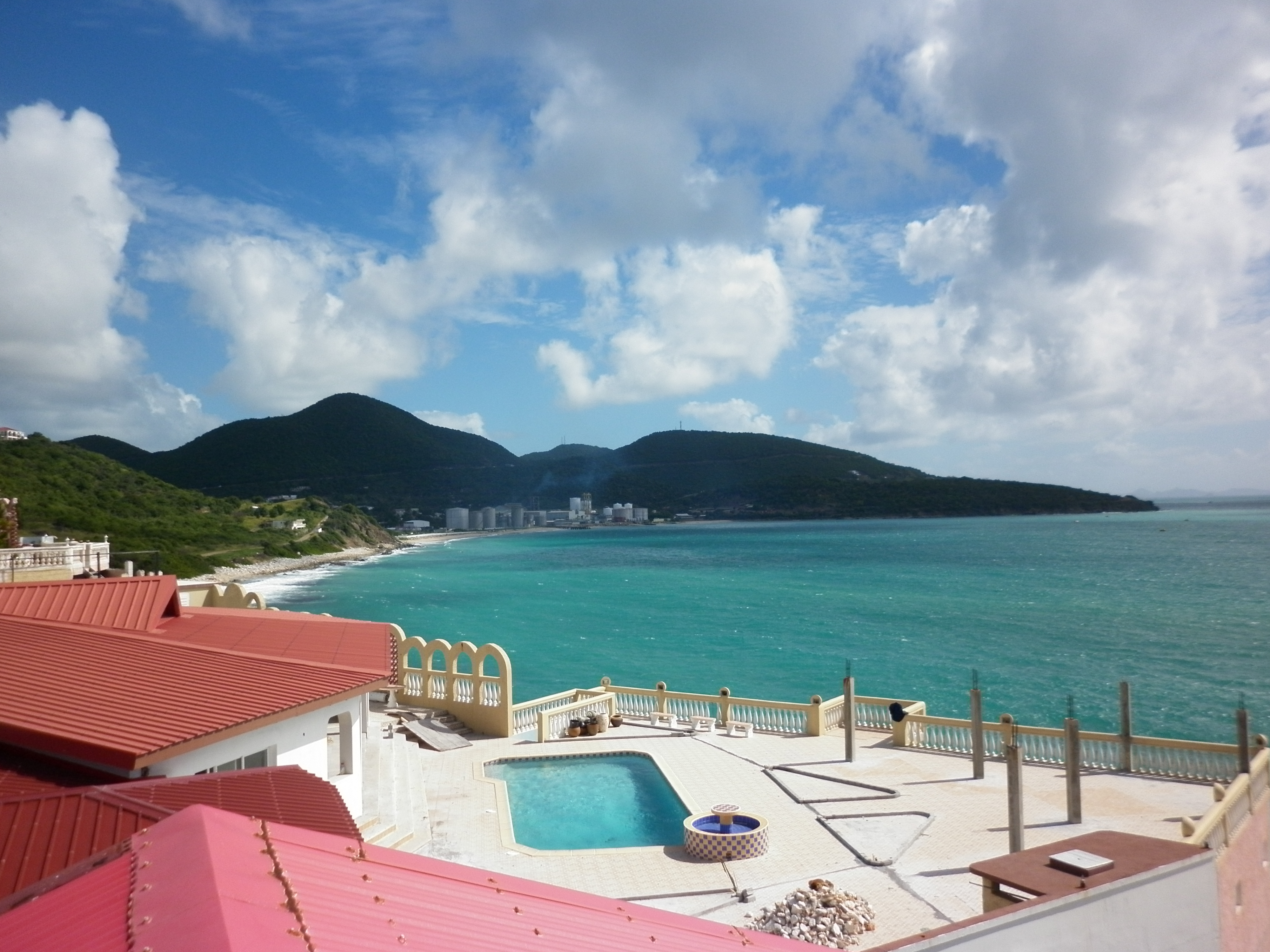
Pelican Key met uitzicht op de oceaan
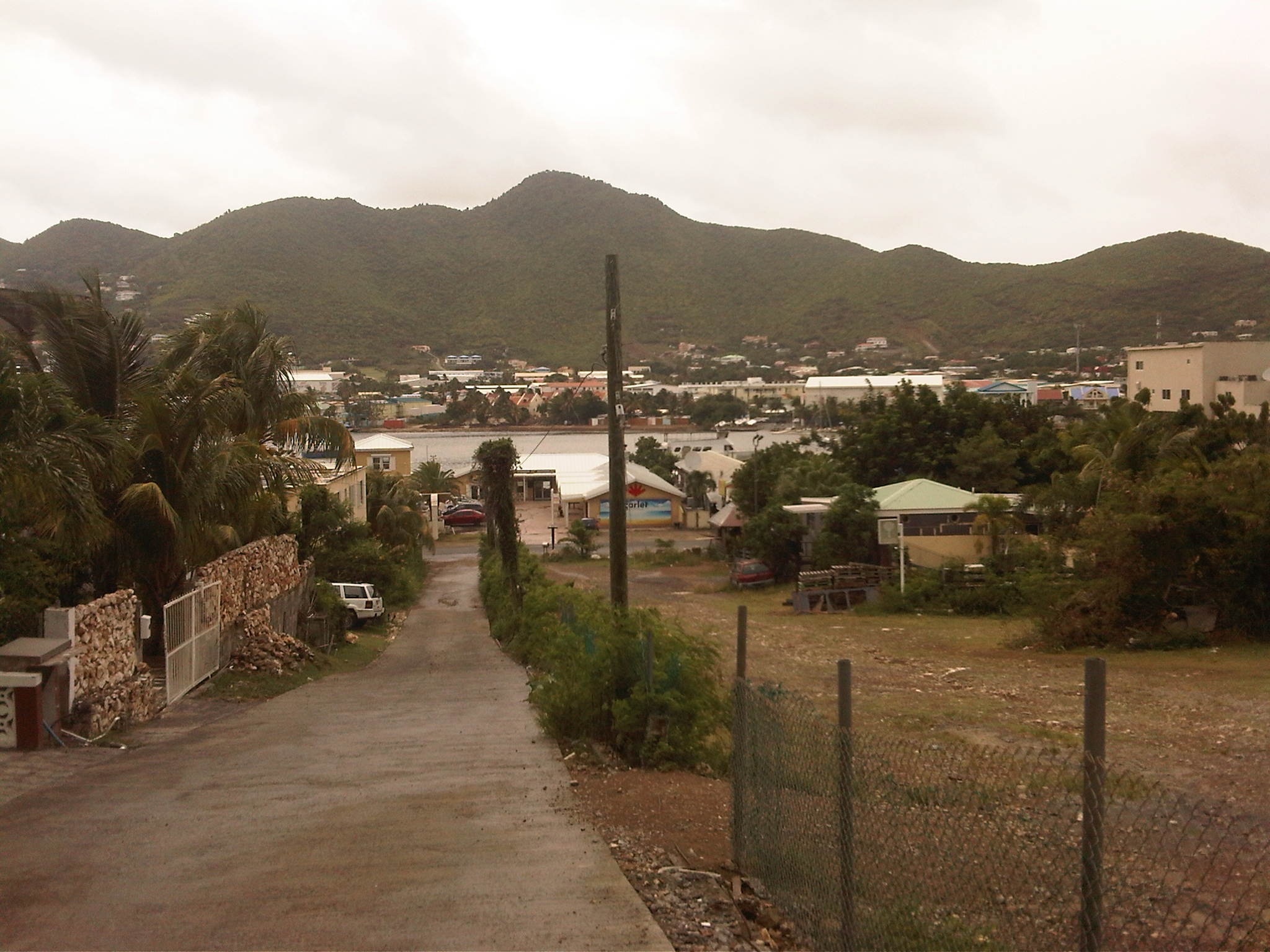
Zijstraat van Welfare road

Cole Bay · Cul de Sac · Little Bay · Lower Prince's Quarter · Lowlands · Oyster Pond · Philipsburg · Simpson Bay · Upper Prince's Quarter